# Pietro Diacono
Pietro Diacono (Roma, 1107/1110 – Montecassino, dopo il 1159) è stato un monaco cristiano, scrittore e bibliotecario italiano.

## Biografia
Figlio di Egidio, dei conti di Tuscolo, all'età di cinque anni entrò nell'abbazia di Montecassino come puer oblatus e ricevette i primi insegnamenti letterari. Formatosi nella scuola abbaziale, fu particolarmente legato all'abate Oderisio II (1123-1126), nella cui deposizione fu egli stesso coinvolto, sì da dover più tardi, nel 1128, lasciare il monastero. Fino al 1131 visse probabilmente ad Atina, allora soggetta ai signori di San Giovanni Incarico, e qui a pochi chilometri da Montecassino, scrisse diverse opere storiche ed agiografiche.
Ritornato a Montecassino nel 1131 per volontà dell'abate Senioretto (1127-1137), fu posto a capo dell'archivio e della biblioteca, dedicandosi ad una notevole e complessa attività letteraria. Nel 1137 durante la lotta tra l'imperatore Lotario II e il re normanno Ruggero II svolse un ruolo non secondario, recandosi in qualità di bibliotecario dell'abbazia cassinese presso l'imperatore a Lagopesole, come egli stesso narra nella Altercatio pro cenobio Casinensi. Dopo un lungo periodo durante il quale le fonti nulla riferiscono su di lui, il suo nome, Petrus Egidii Tusculanensis, appare per l'ultima volta in un atto di donazione del 1154.
La sua morte dovette avvenire dopo il 1159, termine iniziale per la datazione del codice Casinense 47, nel cui necrologio al 26 febbraio è segnato il suo nome (Petrus diaconus et monacus), il solo, fra quelli di tanti diaconi omonimi ivi commemorati, che appare vergato in lettere maiuscole.

## Opere
La fama di Pietro Diacono dopo la sua morte non si diffuse oltre Montecassino, pur essendo stato egli impegnato in un'attività letteraria notevole sebbene spesso viziata da una fervida e sovrabbondante fantasia. Molte delle sue opere letterarie ed agiografiche sono conservate nei codici autografi Casinense 361 e 257 (Montecassino, Archivio dell'Abbazia) e nel Casinense 518, il cd. Registrum S. Placidi. La sua nota attività di falsificatore emerge in tre gruppi di opere che possono classificarsi come: Falsificazioni relative a san Placido (testi riguardanti la figura di san Placido, primo discepolo di san Benedetto), Falsificazioni relative a Odone circa san Mauro (le interpolazioni operate sulla Translatio S. Mauri di Odone di Glanfeuil databile all'863, e le contraffazioni intorno ad una presunta dipendenza del monastero di Glanfeuil da Montecassino, recepita dall'antipapa Anacleto II nel 1133 e confermata da papa Eugenio III nel 1147); infine le “Falsificazioni relative ad Atina” (Vite di santi e testi storici sulla città del suo esilio).
Pietro fu anche autore di trattati esegetici sulla Sacra Scrittura e sulla Regola di s. Benedetto: Scolia in diversis sententiis, Scolia in Quaestionibus Veteris Testamenti, Exortatorium ad monachos, Expositio in Regulam S. Benedicti. Se in quest'ultima opera egli mostra di dipendere abbondantemente da Smaragdo, nell’Exortatorium attinge piuttosto ad Ugo di San Vittore e Ildeberto di Lavardin. Nelle prime due invece la fonte è costituita da una versione latina delle Quaestiones ad Thalassium di Massimo il Confessore. Le due opere fondamentali che testimoniano la dimestichezza di Pietro con le fonti documentarie cassinesi sono: 1) la continuazione della Chronica sacri monasterii casinensis di Leone Ostiense, già proseguita alla morte di quest'ultimo da Guido fino al 1127, e poi dallo stesso Pietro Diacono condotta fino al 1138; 2) il cosiddetto Registrum Petri Diaconi (Reg. 3: Archivio dell'Abbazia di Montecassino), uno dei più famosi cartolari medioevali.
Tra i due testi esiste una stretta correlazione nella quale appare come l'autore per la composizione del Registrum in larga parte abbia preso a modello la Chronica (Hoffmann, Chronik, infra). Un omaggio alla storia spirituale e letteraria di Montecassino sono poi rispettivamente l’Ortus et vita iustorum cenobii Casinensis e il Liber illustrium virorum archisterii Casinensis. Un altro profilo dell'attività letteraria di Pietro Diacono, che ne fa quasi un unicum nel panorama culturale del suo tempo e in certa misura un precursore dell'Umanesimo, è quello classicistico. Oltre alla Graphia aureae urbis Romae, la cui paternità gli è stata riconosciuta di recente da Herbert Bloch (Graphia, infra), Pietro Diacono trascrisse diverse opere che ci sono trasmesse grazie all'autografo codice Casinense 361 (il trattato De aquaeductu urbis Romae di Frontino, la sezione topografica su Roma del De lingua latina di Varrone, l’Epitome rei militaris di Vegezio) oppure in una sua copia tardo-quattrocentesca: Napoli, Bibl. Nazionale, IV D 22 bis (l’Itinerarium Antonini Augusti, brani tratti da Firmico Materno, un sunto da Solino, il Liber dignitatum Romani imperii). Egli inoltre, a parte un Liber de locis sanctis (Casin. 361), stando alla sua autobiografia, compose tra l'altro un compendio del De architectura di Vitruvio, lapidari, trattati sulle qualità magiche delle pietre. Ed ancora per volontà dell'abate Senioretto, in collaborazione con l'autore, emendò la "Visione" composta dal monaco cassinese Alberico da Settefrati. Una così abbondante produzione letteraria, nel momento stesso in cui declinava lo splendore irradiatosi da Montecassino quale centro di riforma della Chiesa nella seconda metà del secolo XI, sembra mossa da due obiettivi fondamentali: da una parte la celebrazione dell'abbazia cassinese e dall'altra l'acuto desiderio di tramandare la memoria di sé, della sua versatilità, di quella spiccata autocoscienza del suo ruolo di erede e trasmettitore delle memorie cassinesi, unita ad una quasi, e perciò esorbitante, identificazione con la lunga storia del suo monastero.
Nell'insieme la sua figura è rappresentativa di un ancor vivo, seppur declinante, fervore culturale nella Montecassino del XII secolo: lettore vorace, erudito e poligrafo di grande rilievo, non sempre è considerato ugualmente attendibile. Herbert Bloch, uno dei massimi studiosi della storia del monastero cassinese, ha indicato le notizie sulla storia dei vescovi di Atina come un esempio tipico della sua "disinvoltura storiografica" e della sua attitudine a manipolare le fonti.

## Edizioni delle opere
- Le principali opere sono contenute in Patrologia Latina 173
- una traduzione in italiano del De viris illustribus Casinensibus (tratta dal testo della Patrologia Latina 173, col. 1010-1050, in molti casi erroneo perché derivante non dall'autografo Casinense 361, ma da una copia del sec. XVII, Bibl. Ap. Vaticana, codice Barberiniano lat. 2453) è stata curata da G. Sperduti, Cassino 1995).
- Bibliotheca Casinensis (Florilegium Casinense), V, pp. 34–210, Montis Casini 1894 (testi di Pietro Diacono conservati nel codice Casinense 257).
- Petri Diaconi monachi Casinensis in festo S. Benedicti abbatis sermo nunc primum in lucem editus, Montis Casini 1870;
- Altercatio pro Romana Ecclesia contra Graecum quendam, ed. A. Amelli, in Miscellanea Cassinese, 1, Montecassino 1897, pp. 10–32;
- Liber de locis santis, ed. R. Weber: Appendix ad Itinerarium Egeriae, in Itineraria et alia geographica, Turnholti 1965 (Corpus Christianorum - Series Latina, 175), pp. 93–103;
- Ortus et vita iustorum cenobii Casinensis, by R.H. Rodgers, Berkeley-Los Angeles-London 1972 (University of California Publications. Classical Studies, 10);
- Rithmus de novissimis diebus (ed. parziale in Patrologia Latina 173, col. 1143-1144; completa in Dell'Omo, Le tre redazioni dell'‘Autobiografia' di Pietro Diacono, infra, pp. 188-191).